# Хрусциці (Опольське воєводство)
Хрусциці (пол. Chróścice) — село в Польщі, у гміні Добжень-Великі Опольського повіту Опольського воєводства.
Населення — 2931 особа (2011).

## Демографія
Демографічна структура станом на 31 березня 2011 року:
|          | Загалом | Допрацездатний вік | Працездатний вік | Постпрацездатний вік |
| -------- | ------- | ------------------ | ---------------- | -------------------- |
| Чоловіки | 1384    | 211                | 1006             | 167                  |
| Жінки    | 1547    | 215                | 980              | 352                  |
| Разом    | 2931    | 426                | 1986             | 519                  |